# 松原氏
松原氏(まつばらうじ)は、日本の氏族の一つ。
本姓は源氏。村上源氏の流れを汲む赤松氏の一門であり、本貫は播磨国松原荘。

## 家系
松原氏の上系である赤松氏は、南北朝時代の名将・赤松則村（円心）の代から足利氏を支えた武家であり、室町幕府の創立に大きい功勲を立て、摂津・美作・備前・播磨の4ヶ国の守護大名にまで繁盛したが、嘉吉の乱を起こしたことにより、幕府軍に討伐され家門は滅絶された。だが、赤松政則の努力によって幕府から家門の再興が許され、赤松氏は再び立ち上がれた。松原氏の歴史はその政則の家臣の一人である松原貞基から始まった。
「松原氏系図」によれば、松原越前守貞基は嘉吉の乱の張本人・赤松満祐の弟に当たる赤松祐之の子であると記されているが、系譜によって祐之の名が載られている物と載られていない物があるため、その実在の可否はいまだ明らめられていない。

## 動向
「松原氏系図」の所伝によれば、貞基は姫路・明石の戦いで活躍し、敵軍・山名氏が播磨から撤収したあと、主君政則から満祐の叔父にあたる赤松氏春の旧領・蒲公英城を賜り、有野と生瀬の両荘を領すこととなった。松原氏が城主になったことから、蒲公英城は松原城と呼ばれることになった。貞基没後、彼の嫡子義貞が城主となり、松原氏は累代にわたる間有馬郡の豪族となっていった。
その以後も家久 - 家長に城主は継承され、弱100年間平和が続いた。

### 松原氏の終焉
1577年、5代城主・松原山城守義富は羽柴秀吉率いる織田信長の軍勢と対置することになった。
義富は嫡子貞富と籠城に入ったが、織田軍の包囲攻撃により松原城は落城されてしまった。義富と貞富は脱出に成功したが、城主義富は怒りを治めず、尼が谷まで逃げたあとそこで自害したという。一説によれば、義富は三木城で籠城し、三木城が落城すると北谷村に逃れてそこで帰農して生涯を遂げたとも謂われている。どちらにせよ、松原城が落城することによって武家としての松原氏はその歴史を終えた。
だが、松原氏の血統は絶えることなく続かれ、現在まで存続している。